# Eugène de Roberty
 (mars 2013).
Si vous disposez d'ouvrages ou d'articles de référence ou si vous connaissez des sites web de qualité traitant du thème abordé ici, merci de compléter l'article en donnant les références utiles à sa vérifiabilité et en les liant à la section « Notes et références ».
Eugène de Roberty, dans sa forme longue Eugène V. de Roberty de Castro de La Cerda (en russe : Евгений Валентинович Де Роберти, romanisé « Eugeniĭ Valentinovitch de Roberti »), né le 13 décembre 1843 et mort le 24 avril 1915 selon le calendrier julien — 25 décembre 1843 – 8 mai 1915 selon le calendrier grégorien, est un philosophe, représentant du positivisme, sociologue et économiste russe d'origine espagnole.

## Biographie
Diplômé du lycée impérial Alexandre (Saint-Pétersbourg) il étudie ensuite à l'université de Giessen, de Heidelberg, de l'Iéna et de Paris. Il soutient sa thèse sur l'organisation sociopolitique de la république de Novgorod à l'Université d'Iéna en novembre 1864.
Il devient professeur à l’université de Bruxelles de 1894 à 1907, professeur de sociologie de 1908 à 1915 à l'Institut psycho-neurologiques Vladimir Bekhterev (ru) de Saint-Pétersbourg. Il devient le représentant du positivisme.
Ses ouvrages Sociologie (1880) et La philosophie passée (1886) sont sévèrement critiqués par Constantin Pobiedonostsev, à la suite de quoi leur mise en vente sera interdite et les exemplaires retirés des collections des bibliothèques nationales en 1887.
À plusieurs reprises, il a publié dans la Revue philosophique sous la direction de l'académicien Théodule Ribot et dans La Philosophie positive de Grégoire Wyrouboff et Émile Littré.
Il est membre-fondateur de la loge maçonnique russe La Renaissance (Возрождение, 1906) à l'obédience du Grand Orient de France.
Pendant la Première Guerre mondiale, De Robertis est tué par des cambrioleurs dans sa maison à Valentinovka dans le Gouvernement de Tver. Il est enterré dans le carré surnommé la Passerelle des écrivains au cimetière Volkovo de Saint-Pétersbourg.

## Œuvres
- Études politiques et économiques, Saint-Pétersbourg, 1869
- La science et la métaphysique / / «Connaissance», 1875, № 5
- Sociologie. L'objectif principal de la méthodologie et surtout une place parmi les sciences, et la *division communication de la biologie et la psychologie. Saint-Pétersbourg, 1880
- La sociologie: essai de philosophie sociologique, Paris, Germer Baillière, coll. « Bibliothèque scientifique internationale », 1881
- La philosophie passé. L'expérience de l'enquête sur les lois générales du développement de la pensée philosophique, 1-2, Moscou, 1886; le site Runivers (Trad. française L'ancienne et la nouvelle philosophie : essai sur les lois générales du développement de la philosophie, Paris, Félix Alcan, coll. «Bibliothèque de philosophie contemporaine», 1887)
- L'inconnaissable : sa métaphysique, sa psychologie, Paris, Félix Alcan, coll. «Bibliothèque de philosophie contemporaine», 1889
- La philosophie du siècle : criticisme-positivisme-évolutionnisme, Paris, Félix Alcan, coll. «Bibliothèque de philosophie contemporaine», 1891
- Agnosticisme : essai sur quelques théories pessimistes de la connaissance, Paris, Félix Alcan, coll. «Bibliothèque de philosophie contemporaine», 1892
- La recherche de l'unité, Paris, Félix Alcan, coll. «Bibliothèque de philosophie contemporaine», 1893
- Auguste Comte et Herbert Spencer contribution à l'histoire des idées philosophiques au XIXe siècle , Paris, Félix Alcan, coll. «Bibliothèque de philosophie contemporaine», 1894
- L'éthique : le bien et le mal : essai sur la morale considérée comme sociologie première, Paris, Félix Alcan, coll. «Bibliothèque de philosophie contemporaine», 1896
- L'éthique Le psychisme social; deuxième essai sur la morale considérée comme sociologie élémentaire, Paris, Félix Alcan, coll. «Bibliothèque de philosophie contemporaine», 1897
- L'éthique. / [3], Les fondements de l'éthique : troisième essai sur la morale considérée comme sociologie élémentaire, Paris, Félix Alcan, coll. «Bibliothèque de philosophie contemporaine», 1898
- Constitution de l'éthique : quatrième essai sur la morale considérée comme sociologie élémentaire, Paris, Félix Alcan, coll. «Bibliothèque de philosophie contemporaine», 1899
- Frédéric Nietzsche : contribution à l'histoire des idées philosophiques et sociales à la fin du XIXe siècle, Paris, Félix Alcan, coll. «Bibliothèque de philosophie contemporaine», 1902
- Sociologie de l'action, P., 1908
- La nouvelle production des enjeux majeurs de la sociologie, MA, 1909
- L'énergie et la sociologie / / Héraut de l'Europe. Saint-Pétersbourg, 1910
- "Énergétique et sociologie", Revue philosophique de la France et de l'étranger, 35ème année, LXIX, janvier-juin 1910, Paris, Félix Arcan, 672 p.
- Les concepts de la raison et les lois de l'univers, Saint-Pétersbourg, 1914